# Liste der Kulturdenkmäler in Essenheim
In der Liste der Kulturdenkmäler in Essenheim sind alle Kulturdenkmäler der rheinland-pfälzischen Ortsgemeinde Essenheim aufgeführt. Grundlage ist die Denkmalliste des Landes Rheinland-Pfalz (Stand: 3. April 2024).

## Denkmalzonen
| Bezeichnung                    | Lage                      | Baujahr | Beschreibung                                                                                             | Bild                           |
| ------------------------------ | ------------------------- | ------- | --- | ------------------------------ |
| Denkmalzone Jüdischer Friedhof | Wackernheimer Straße Lage | 1877    | 1877 eröffnetes langgezogenes Areal, 26 Grabsteine vom letzten Viertel des 19. Jahrhunderts bis 1932 (?) | weitere Bilder Fotos hochladen |

## Einzeldenkmäler
| Bezeichnung                    | Lage                                       | Baujahr                            | Beschreibung | Bild                           |
| ------------------------------ | ------------------------------------------ | ---------------------------------- | --- | ------------------------------ |
| Hofanlage                      | Domherrnstraße 1 Lage                      | um 1700                            | Dreiseithof; barockes Wohnstallhaus, teilweise Zierfachwerk, wohl um 1700, Remise, Bruchsteinscheune, Mitte des 19. Jahrhunderts | Fotos hochladen                |
| Zehnthof des Mainzer Domstifts | Domherrnstraße 2 Lage                      | erste Hälfte des 18. Jahrhunderts  | im Kern barocker Vierseithof, erste Hälfte des 18. Jahrhunderts; großvolumiger Bruchsteinbau, überbaute Torfahrt, mächtige Scheune, bezeichnet 1829 | Fotos hochladen                |
| Rat- und Schulhaus             | Hauptstraße 2 Lage                         | 1836                               | Rathaus, ehemals auch Schulhaus; langgestreckter spätklassizistischer Bruchsteinbau mit dreigeschossigem Mittelrisalit, 1836 wohl mit älteren Teilen | Fotos hochladen                |
| Hofanlage                      | Hauptstraße 6 Lage                         | 18. Jahrhundert                    | stattlicher Vierseithof; spätbarocker Walmdachbau, teilweise Fachwerk, 18. Jahrhundert, Erweiterung bezeichnet 1897; höher gelegene Scheune und weitere Nebengebäude, Kalkbruchstein, Aufstockung mit Klinkermauerwerk | Fotos hochladen                |
| Hofanlage                      | Hauptstraße 26 Lage                        | 18. und 19. Jahrhundert            | Hofanlage, 18. und 19. Jahrhundert; straßenbildprägendes Wohnhaus, teilweise Fachwerk, mit Torfahrt, 19. Jahrhundert, ehemalige Wirtschaftsgebäude mit Stallungen, Speichergeschoss mit Remise bzw. Kelterhaus; Bruchsteinscheune, späteres 19. Jahrhundert | Fotos hochladen                |
| Grabmäler                      | Kirchstraße, auf dem Friedhof Lage         | zweite Hälfte des 19. Jahrhunderts | Friedhof 1852 angelegt - Grabmal Anna Maria Finkenauer († 1859): Säulenstumpf mit Rosenzweigrelief - Grabmal Philipp Jeckel von Walsdorf († 1859): Säulenstumpf - Grabmal Peter Scheg († 1861) mit ausführlicher Inschrift - Grabmal Johannes Schmahl († 1871): pfeilerförmig - Grabmal Johann Mossel († 1877): stelenförmig - Grabmal Familien Grimm und Geisler: Galvano-Engel mit Palmzweig, um 1900 | weitere Bilder Fotos hochladen |
| Evangelische Pfarrkirche       | Kirchstraße 3 Lage                         | 15. oder 16. Jahrhundert           | ehemals mittelalterliche Wehrkirche St. Mauritius, Wehrmauer 1836 beseitigt; im Kern spätgotische, vierteilige Anlage; Saalbau, barocke Überformung bezeichnet 1775, Aufstockung des Turms bezeichnet 1630; im Chor spätgotisches Sakramentshäuschen; im Turm drei Glocken aus der Werkstatt von Georg Christoph Roth, gegossen 1703 in Mainz; Gestühlswangen und Emporenbrüstung aus dem 18. Jahrhundert; Mittelteil des Orgelprospekts aus der Mitte des 18. Jahrhunderts, 1752 als vorhanden bezeichnet, seitliche Flachfelder 1914 durch Orgelbaufirma Förster & Nicolaus angefügt | Fotos hochladen                |
| Kriegerdenkmäler               | Kirchstraße, bei Nr. 3 im Kirchgarten Lage | ab 1880                            | Kriegerdenkmal 1870/71, Germania, 1874; Kriegerdenkmal 1914/18, expressionistische Betonstelen, 1922, Entwurf durch die Architekten Walter Kremer und Paul Wassermann, Ausführung durch Bildhauerei Gebrüder Stieb in Nieder-Olm | weitere Bilder Fotos hochladen |
| Evangelisches Pfarrhaus        | Kirchstraße 5 Lage                         | 1727                               | barocker Walmdachbau, 1727; Pfarrgarten mit Umfassungsmauer | weitere Bilder Fotos hochladen |
| Grenzstein                     | Neubrunnenstraße, an Nr. 13 Lage           | 1705                               | barocker Grenzstein des Klosters Eberbach, bezeichnet 1705 | Fotos hochladen                |
| Wohnhaus                       | Nieder-Olmer-Straße 2 Lage                 | frühes 18. Jahrhundert             | stattliches spätbarockes Wohnhaus, teilweise Fachwerk (verputzt), wohl aus dem frühen 18. Jahrhundert unter Einbeziehung älterer Teile | weitere Bilder Fotos hochladen |
| Gasthof                        | Straße der Champagne 1 Lage                | 1907                               | ehemals „Gastwirtschaft Georg Metzler“; winkelförmige Baugruppe mit historisierendem Fachwerk, Torfahrt, 1907; in der Gaststube barocke Portalgewände, bezeichnet 1700, tonnengewölbte Keller, wohl aus dem 18. Jahrhundert | weitere Bilder Fotos hochladen |